# Тортијано (Парма)
Тортијано је насеље у Италији у округу Парма, региону Емилија-Ромања.
Према процени из 2011. у насељу је живело 438 становника. Насеље се налази на надморској висини од 127 м.